# جون يونغ (سياسي كندي)
جون يونغ هو سياسي كندي، ولد في 26 مارس 1854 في كندا، وتوفي في 28 يوليو 1934 في فريدريكتون في كندا. حزبياً، نشط في الحزب التقدمي المحافظ في نيو برونزويك ‏. وقد انتخب عضو الجمعية التشريعية لنيو برونزويك ‏.